# 云南弓果藤
云南弓果藤（学名：Toxocarpus aurantiacus）为夹竹桃科弓果藤属的植物，为中国的特有植物。分布在中国大陆的云南等地，生长于海拔1,520米的地区，一般生于林中及山谷林缘藤灌丛，目前尚未由人工引种栽培。